# Језичко чистунство
Језичко чистунство или језички пуризам је настојање да се употреба речи страног порекла у речнику језика сведе на најмању могућу разину. Чистота језика се постиже одстрањивањем страних речи и налажењем одговарајућих домаћих речи. У поновну употребу могу се увести речи попут застарелица, новотвореница, преведеница или речи из блиских језика.

## Врсте језичких чистунстава
Постоји више врста језичких чистунстава, које су разврстане по својим природама. Све врсте могу бити делимично међусобно повезане:

### Према приступу:
- Чистунство застарелицама: Чишћење језика се спроводи поновном употребом домаћих речи које су некад биле део активног лексика језика. Може се јавити приликом оживљавања језика, као што беше случај у оживљавању хебрејског језика
- Етнографско чистунство: Врста заснована на подстицању села, народних прича и наречја. Уводе се речи из сеоских средина, углавном мање познате већини становништва. Најбољи пример је новонорвешки језик.
- Елитистичко чистунство: Увођење домаћих речи који се користе у високом друштву, и њихово ширење на ниже слојеве становништва.
- Реформно чистунство: Понекад постоји тежња да се уклоне стране речи, које су показатељ неког неповољног раздобља у повести. Пример тога је уклањање персијских и арапских речи за време реформе турског језика током владавине Ататурка, са жељом да се лиши османског језика. Постоје такође случајеви чишћења језика након деколонизације (свахили, хинди), као и чишћења језика у тежњи смањења споразумевања са говорницима других народа (индонежански и тзв. хрватски језик).
- Патриотско чистунство: настојање да се уклоне сви страни елементи из језика. Примери су високонорвешки, севернокорејски и тзв. Англиш[1]. Французи, Немци, Грци и Летонци су познати по склоности давању предности новотвореницама у односу на стране речи.

### Према интензитету:
- Маргинално чистунство: Чишћење језика, без намере да се усвојене речи користе у већим скупинама људи.
- Умерено чистунство: Чистунство у ком се даје блага предност домаћим речима.
- Заштитничко чистунство: Настаје као одговор на претње које угрожавају ток жељеног развоја књижевног језика.
- Спонтано чистунство: Последица спонтане тежње говорника да творе своје речи.
- Револуционарно чистунство: Мењање речи језика насилно како би нестало претходно стање у речнику.

### Према језичкој разини:
- Лексичко чистунство: Уклањање туђица из речника, углавном се ставља нагласак на корен речи.
- Правописно чистунство: Уређење правописа како би се одстранила страна правописна правила или домаћа правописна правила која се не свиђају језичком чистунцу који реформу спроводи.
- Морфолошко чистунство: Противљење употреби туђих творбених елемената у језику, попут наставака, префикса, суфикса и сл.
- Синтаксичко чистунство: Подстицање грађења реченица у духу домаћег језика у односу на грађење у духу неког страног језика.
- Фонолошко чистунство: Уклањање постојећих гласова или додавање старих гласова који су се временом изгубили, с тежњом да савремени језик буде што сличнији језиком жељеног раздобља.

### Ултрапуризам:
Потпуно уклањање свих страних елемената језика, укључујући и најстарије туђцие и позајмљенице, све врсте речи и творбена правила.
 Пример дела написаног чистим енглеским језиком, Uncleftish beholdnig (Atomic Theory)